# Centaurea sarfattiana
Centaurea sarfattiana — вид квіткових рослин родини айстрових (Asteraceae). Ареал: Італія.
Entaurea sarfattiana є ендеміком масиву Сіла (Калабрія), де він росте серед карликових чагарників на кремнистому субстраті. 2n = 18.
Етимологія: вид названо на честь італійського ботаніка Джакоміно Сарфатті (1920-1987).
Це дворічні рослини. Квітки сині, фіолетові, світло-сині.